# Valeriana papilla
Valeriana papilla är en kaprifolväxtart som beskrevs av Bert. och Dc. Valeriana papilla ingår i släktet vänderötter, och familjen kaprifolväxter. Inga underarter finns listade i Catalogue of Life.